# ذا نيوز إنترناشونال
ذا نيوز انترناشونال (بالإنجليزية: The News International)‏ هي جريدة يومية باكستانية، وأحد أكبر الصحف الناطقة باللغة الإنجليزية في باكستان. تأسست الصحيفة عام 1991. تصدر الجريدة من مقرها الرئيسي في مدينة كراتشي بالإضافة إلى مدن لاهور ورولبندي/اسلام اباد. كما تصدر نسخة من الجريدة في لندن للجالية الباكستانية في المملكة المتحدة.

## روابط خارجية
- الموقع الرسمي